# Blau (Lied)
Blau ist ein Lied der deutschen Rapperin Amanda, in Kooperation mit dem deutschen Rapper Sido. Das Stück ist die dritte Singleauskopplung aus ihrem zweiten Studioalbum Karussell.

## Entstehung und Artwork
Geschrieben wurde das Lied gemeinsam von Christoph Bauss (Shuko), Mark Cwiertnia (Mark Forster), Michael Geldreich, Jules Kalmbacher, Amanda Murray und Paul Würdig (Sido). Produziert wurde das Stück durch Forster und Geldreich. Die Single wurde unter dem Musiklabel Four Music veröffentlicht und durch den Freibank Musikverlag, den Rückbank Musikverlag und Universal Music Publishing vertrieben.
Auf dem Frontcover der Maxi-Single ist – neben Künstlernamen und Liedtitel – lediglich Amandas Oberkörper mit dem Blick zur Seite gerichtet, vor einem türkisen Hintergrund, zu sehen.

## Veröffentlichung und Promotion
Die Erstveröffentlichung von Blau erfolgte als Download-Single am 21. April 2017. Die Single ist als Einzeldownload und 2-Track-Single erhältlich. Letztere beinhaltet neben dem Duett von Amanda und Sido eine Soloversion Amandas. Um das Lied zu bewerben, folgte unter anderem ein Liveauftritt bei den VIVA Top 100.

## Inhalt
| „Hey! Guck, der Himmel ist blau. Komm, das machen wir auch. Mann, dein Laptop ist grau. Klapp ihn zu! Mach ihn aus! Guck, der Himmel ist blau. Komm, das machen wir auch. Ich glaub’, man muss sich nur trau’n. Tür auf und raus und Blau! Bla-blau!“ – Refrain, Originalauszug | Der Liedtext zu Blau ist in deutscher Sprache verfasst. Die Musik wurde gemeinsam von Amanda, Mark Forster, Michael Geldreich, Jules Kalmbacher und Shuko komponiert, der Text wurde von allen Komponisten sowie von Sido geschrieben. Musikalisch bewegt sich das Lied im Bereich des Raps und der Popmusik. Das Tempo beträgt 96 Schläge pro Minute. Aufgebaut ist das Stück auf zwei Strophen. Die erste Strophe wird von Amanda gesungen. Darauf folgt eine Bridge sowie der Refrain, die beide ebenfalls von Amanda gesungen werden. Die zweite Strophe wird von Sido gerappt. Auf die zweite Strophe folgt ein sich wiederholender Refrain. Inhaltlich handelt Blau von überbelasteten und gestressten Personen, die aus ihrem Alltagstrott ausbrechen wollen. Sie sind von allem genervt und nehmen sich einfach mal frei bzw. sie machen „blau“. Des Weiteren werden andere Personen dazu ermuntert, es nachzutun, da es eigentlich unser aller Gedanke sei. Four Music selbst beschrieb das Stück als eine Hommage ans Blaumachen und Laissez-faire. In einem Interview mit Bubble Gum TV verriet Amanda, dass Blau eines der ersten Stücke gewesen sei, das für Karussell entstand. Es sei ihre Situation gewesen; sie machte „blau“ von ihrem Job als Radiomoderatorin, sie hatte kein Geld, aber irgendwie „gings schon klar“. |

## Musikvideo
Das Musikvideo zu Blau wurde an zwei Drehtagen vom 20. bis 21. Mai 2017 gedreht und feierte am 7. Juni 2017 auf YouTube seine Premiere. Zu sehen ist Amanda, die zu Beginn in ihrer Küche sitzt und mit einer Freundin telefoniert. Die Freundin ist auf dem Weg in den Urlaub und Amanda erwähnt während des Gesprächs, dass sie „pleite“ sei und nicht in Urlaub fahren könne. Nach dem Telefonat schaut sie sich zunächst Urlaubsbilder auf dem Handy an, ehe sie sich entschließt in ihrem Schlafzimmer ein Tuch aufzuhängen und dieses als eine Art Greenbox zu verwenden. In den folgenden Szenen sind Amanda und Sido in verschiedenen sommerlichen Kleidern singend vor verschiedenen Landschaftsimpressionen zu sehen. Am Ende des Liedes hängt Amanda das Tuch ab und fällt auf ihr Bett während sie tief durchatmet. Die Gesamtlänge des Videos beträgt 3:06 Minuten. Regie führte wie schon bei den vorangegangenen Singles Ich kann nicht schlafen und Meine Frau wieder Kim Frank. Bis Februar 2025 zählte das Musikvideos über 30 Millionen Aufrufe bei YouTube.

## Mitwirkende
| Liedproduktion - Christoph Bauss (Shuko): Komponist, Liedtexter - Mark Cwiertnia (Mark Forster): Komponist, Liedtexter, Musikproduzent - Michael Geldreich: Komponist, Liedtexter, Musikproduzent - Jules Kalmbacher: Komponist, Liedtexter - Amanda Murray: Gesang, Komponist, Liedtexter - Paul Würdig (Sido): Liedtexter, Rap Unternehmen - Four Music: Musiklabel - Freibank Musikverlag: Vertrieb - Rückbank Musikverlag: Vertrieb - Universal Music Publishing: Vertrieb | Musikvideo - Katharina de Malotki: Maskenbildner - Kim Frank: Filmeditor, Filmproduzent, Kameramann, Regisseur - Romina Mann: Kostümbildner - Leonie Rinkenburger: Szenenbild - Toni Schulz: Oberbeleuchter - Sebastian Schwarz: Kostümbildassistenz - Moritz Vierboom: Produktionsassistenz |

## Kommerzieller Erfolg

### Charts und Chartplatzierungen
Blau erreichte in Deutschland Position 30 der Singlecharts und konnte sich insgesamt 20 Wochen in den Charts halten. Für Amanda ist es der erste Charterfolg ihrer Karriere. Sido erreichte mit Blau zum 52. Mal die deutschen Charts als Solokünstler. Für Forster als Autor ist dies der 13. Charterfolg in Deutschland. Als Musikproduzent ist es Forsters achter Charterfolg in Deutschland. Für Kalmbacher als Autor ist es der fünfte Charterfolg in Deutschland, sowie der dritte als Produzent. Geldreich erreichte zum fünften Mal die deutschen Singlecharts als Autor, sowie zum ersten Mal als Produzent. Für Bauss ist es der zwölfte Charterfolg in Deutschland.
| ChartsChartplatzierungen | Höchstplatzierung | Wochen |
| ------------------------ | ----------------- | ------ |
| Deutschland (GfK)        | 30 (20 Wo.)       | 20     |

### Auszeichnungen für Musikverkäufe
Im September 2022 wurde Blau in Deutschland mit einer Platin-Schallplatte für über 400.000 verkaufte Einheiten ausgezeichnet, nachdem das Stück bereits im November 2017 Goldstatus erreichte.
| Land/Region        | Auszeichnungen für Musikverkäufe (Land/Region, Auszeichnung, Verkäufe) | Verkäufe |
| ------------------ | ---------------------------------------------------------------------- | -------- |
| Deutschland (BVMI) | Platin                                                                 | 400.000  |
| Insgesamt          | 1× Platin ·                                                            | 400.000  |